# 馬里昂縣 (印第安納州)
馬里昂縣（英語：Marion County）是位於美国印第安纳州中部的一個郡，面積1,044平方公里。根據2020年美國人口普查，共有人口97萬7,203人。縣治印第安納波利斯（Indianapolis）也是州的首府。該縣成立於1821年12月31日，縣名紀念美國獨立戰爭時期將領弗朗西斯·馬里昂。